# Fábricas del valle del Derwent
Las fábricas del valle del Derwent es un lugar Patrimonio de la Humanidad a lo largo del río Derwent en Derbyshire, Inglaterra (Reino Unido), escogido en diciembre de 2001. El sistema de modernas fábricas, o 'mill', nació aquí en el siglo XVIII para acomodar la nueva tecnología de hilado de algodón desarrollado por Richard Arkwright. 
La construcción de establecimientos industriales en un paisaje rural significaba que era necesario construir casas para los trabajadores de las fábricas. Así, se desarrollaron nuevos pueblos alrededor de las fábricas; aún existen hoy en día y pueden visitarse pues forman parte del lugar. 
El lugar está formado por las localidades de Cromford, Belper, Milford, Darley Abbey y Lombe's Mills, e incluye 867 edificios protegidos. Otras nueve estructuras son antiguos monumentos planificados.
El primero complejo de fábricas de Richard Arkwright en Cromford está actualmente siendo restaurada por la Arkwright Society, que ofrece visitas guiadas del complejo de fábricas y el pueblo de Cromford. 
En el Working Textile Museum en la Masson Mill de Richard Arkwright, la mayor parte del cual ha sido convertida ahora en ventas al por menor, hay aproximadamente 680.000 bobinas expuestas. 
En Belper Mill, mientras la mayor parte del lugar ha sido convertida en otros usos empresariales, el edificio de North Mill alberga el centro de visitantes del valle de Derwent. Se expone aquí maquinaria y otros objetos relacionados con la historia de la industria textil del valle del Derwent.
En el extremo sur del lugar, la fábrica de seda de Lombe acoge actualmente el museo Industrial de Derby.

## Canal de Cromford
El canal de Cromford fue construido para servir a las fábricas del calle y termina en Cromford Wharf a lo largo de la carretera desde el aparcamiento del centro de visitantes en el complejo de Cromford Mill. También pasa las antiguas tiendas de High Peak Junction y Leawood Pumphouse.